# 蓋恩斯縣 (德克薩斯州)
蓋恩斯縣（英語：Gaines County）位美国德克萨斯州西北部的一個縣，面積3,892平方公里。根据2020年美國人口普查，共有人口21,598人。縣治塞米洛爾（Seminole）。該縣成立於1876年8月21日，縣政府成立於1905年10月24日，縣名紀念《德克薩斯獨立宣言》簽署者之一詹姆斯·蓋恩斯。